# 長體索深鼬鳚
長體索深鼬鳚，为輻鰭魚綱鼬魚目鼬魚科的其中一種，分布於印度西太平洋區，包括印尼、菲律賓等海域，屬深海魚類，棲息深度在水深1990至4970公尺。本魚吻膨脹，眼遠小於吻，鰓蓋棘弱或不存在，沒有棘的前鰓蓋骨而且在後部地幾乎擴大達到鰓蓋的後緣，偽鰓絲狀突起2條，背鰭軟條122至128枚；臀鰭軟條104至108枚；脊椎骨68至70個，體長可達48公分，為稀有種，不具有經濟價值。